# کمیته المپیک بلاروس
کمیته المپیک بلاروس (بلاروسی: НОК РБ) یک سازمان ورزشی است که نماینده کشور بلاروس در کمیته بین‌المللی المپیک می‌باشد.
این سازمان که در سال ۱۹۹۱ تأسیس شده مسئول آماده‌سازی و اعزام ورزشکاران به بازی‌های المپیک، بازی‌های المپیک جوانان و بازی‌های اروپایی است.